# Дюбур, Анн
Анн дю Бур (Дюбур) (фр. Anne du Bourg; 1521, Рьом — 23 декабря 1559, Париж) — французский магистр, племянник канцлера Антуана Дюбура, казнённый за открытое выступление в поддержку кальвинизма.

## Биография
Получил образование в Орлеанском университете, после чего стал профессором. Одним из его студентов был Этьен де ла Боэси. В 1557 году стал советником Парижского парламента. В 1559 году на сессии парламента выступил с критикой королевских репрессий против «так называемых еретиков», не скрывая при этом свои кальвинистские убеждения. По приказу Генриха II был арестован, осуждён как еретик и приговорён к повешению.
Рейнский пфальцграф обратился к королю Франции с прошением помиловать Дюбура с тем, чтобы тот получил должность профессора права в Гейдельберге, но король отказал. 23 декабря 1559 года повешен на Гревской площади, после чего его тело было сожжено. Перед повешением заявил: «Друзья, я (умираю) здесь не как вор или убийца, но за Евангелие».